# زاماردی
زاماردی (به مجاری:  Zamárdi) یک منطقهٔ مسکونی در مجارستان است که در ناحیه شیوفوک واقع شده‌است و ۴۵٫۱۵ کیلومتر مربع مساحت و ۲٬۴۴۰ نفر جمعیت دارد.

## خواهرخوانده
شهرهای Ustrzyki Dolne در لهستان، مالش (بای ویسلوخ)، ویلانی و Vețca در رومانی خواهرخوانده‌های زاماردی هستند.